# Hogna radiata
Hogna radiata este o specie de păianjeni din genul Hogna, familia Lycosidae. A fost descrisă pentru prima dată de Latreille, 1819.

## Subspecii
Această specie cuprinde următoarele subspecii:
- H. r. clara
- H. r. minor